# Luz Martínez Seijo
María Luz Martínez Seijo, née le 10 novembre 1968, est une femme politique espagnole membre du Parti socialiste ouvrier espagnol (PSOE).
Elle est élue députée de la circonscription de Palencia lors des élections générales de décembre 2015.

## Biographie

### Vie privée
Mariée au syndicaliste de l'Union générale des travailleurs (UGT), Carlos Pedrosa, elle est mère d'une fille.

### Études et profession
Elle réalise principalement ses études à l'université de Valladolid où elle obtient une licence en philologie anglaise en 1991 et suit des cours en philologie germanique. Inscrite à l'École officielle des langues, elle valide les niveaux supérieurs en langue française et en langue anglaise ainsi que son certificat d'aptitude pédagogique. Elle suit également des cours de doctorat en philologie anglaise mais ne valide une thèse en planification et innovation éducative qu'en 2013 à l'université d'Alcalá de Henares.
Après avoir obtenu sa licence, elle s'installe aux États-Unis et enseigne la langue et culture espagnole à l'université Elon en Caroline du Nord. Elle enseigne également en Angleterre et en Allemagne avant d'obtenir l'une des deux bourses Fulbright délivrées par le Département d'État des États-Unis pour l'année 2003 à des ressortissants espagnols. En 2005, elle fait partie de la commission chargée de sélectionner les candidats retenus pour bénéficier de la bourse. Revenue en Espagne en 1993, elle enseigne dans la province de Palencia, principalement dans la petite ville de Guardo. Elle dirige le Centre de formation des professeurs et de l'innovation éducative (CFIE) de cette ville entre 2000 et 2004.

### Responsabilités régionales
Elle s'inscrit au Parti socialiste ouvrier espagnol en 1996 et est désignée secrétaire à l'Éducation et à la Jeunesse de la commission exécutive locale de Guardo en 2000. Elle abandonne cette responsabilité en 2004 lorsqu'elle est promue secrétaire à la Culture et au Patrimoine de la direction du parti dans la province de Palencia. Cette position lui permet d'être investie en quatrième position sur la liste conduite par José María Crespo Lorenzo dans la circonscription autonomique de Palencia à l'occasion des élections castillanes de mai 2007. Elle n'est pas directement élue car le PSOE ne remporte que trois des sept sièges en jeu dans la circonscription mais elle fait tout de même son entrée aux Cortes de Castille-et-León en octobre suivant du fait de la démission du tête de liste. Elle est alors choisie par les élus de son groupe pour remplir les fonctions de porte-parole à la commission de l'Éducation et intègre celle de l'Intérieur et de la Justice. Elle est également secrétaire du bureau de la commission de la Culture. L'année suivante, elle change d'attributions au sein de la direction provinciale du parti pour occuper les responsabilités de secrétaire à l'Éducation, à la Culture, au Patrimoine et aux Sports.
Elle perd son mandat parlementaire lors des élections régionales de mai 2011 au cours desquelles le parti confirme ses résultats dans la circonscription. Elle soutient l'ancienne ministre de la Défense Carme Chacón lors du 38e congrès fédéral du Parti socialiste ouvrier espagnol qui voit l'ancien vice-président du gouvernement Alfredo Pérez Rubalcaba s'imposer par une courte majorité. Lorsque celui-ci démissionne et qu'un congrès extraordinaire est convoqué en juillet 2014, elle mène activement campagne pour Pedro Sánchez — alors député de Madrid et inconnu du grand public — et devient coordonnatrice de la campagne de celui-ci dans la communauté autonome de Castille-et-León et participe à la rédaction des propositions du candidat en matière d'éducation. En octobre suivant, elle intègre la direction du Parti socialiste de Castille-et-León-PSOE (PSCyL-PSOE) au poste de secrétaire à l'Action politique et à la Citoyenneté,.

### Députée nationale
Dans l'optique des élections générales de décembre 2015, elle est expressément choisie par Pedro Sánchez pour conduire la liste du parti dans la circonscription de Palencia. Sa désignation est mal accueillie par les dirigeants provinciaux car Julio Villarrubia, député depuis 1996, avait obtenu l'appui de 94 % des militants pour se présenter à nouveau. En obtenant l'appui de 24,55 % des électeurs, elle s'assure l'un des trois mandats en jeu et se trouve élue au Congrès des députés. Membre de la commission de la Culture, elle est désignée porte-parole adjointe à la commission de l'Éducation et du Sport ainsi que première vice-présidente de la commission pour les Politiques d'intégration du handicap. Candidate à un nouveau mandat lors du scrutin législatif anticipé de juin 2016 par imposition de la direction nationale,, elle est réélue en conservant le même score. Le 29 octobre, elle contrevient au mandat du comité fédéral du parti et se montre loyale à Pedro Sánchez en votant contre l'investiture du conservateur Mariano Rajoy lors du deuxième tour de vote alors que les députés socialistes avaient ordre de s'abstenir afin de ne pas bloquer la formation d'un nouvel exécutif. Elle se justifie par les « demandes des gens, le mandat de la direction régionale et par les assemblées militantes de Palencia qui, unanimement, ont choisi le non ». Mario Jiménez, porte-parole de la direction provisoire dirigée par le président des Asturies Javier Fernández, indique alors l'ouverture d'un rapport disciplinaire et le retrait de ses attributions de porte-parole adjointe à la commission de l'Éducation et du Sport, où elle est remplacée par l'andalou José Juan Díaz Trillo.
Lors du 39e congrès fédéral de juillet 2017, elle fait campagne autour de Pedro Sánchez et se voit récompensée, après la facile victoire de celui-ci, par le poste de secrétaire à l'Éducation et à l'Enseignement supérieur de la commission exécutive fédérale. Elle annonce alors un « automne brûlant en matière d'Éducation » et annonce le dépôt de trois propositions de loi visant à réformer la loi organique pour l'amélioration de la qualité éducative (LOMCE) dans le but de modifier la désignation des directeurs d'établissement. Elle souhaite également que l'enseignement public puisse prévaloir sur l'enseignement privé et que l'ensemble des élèves suive une matière relative aux valeurs civiques et éthiques qu'ils aient ou non choisis d'étudier la religion ; sa proposition centrale visant à interdire le financement public aux établissements qui séparent les élèves par sexe,,. Cette nouvelle fonction lui permet d'être promue porte-parole titulaire à la commission de l'Éducation et de la Formation professionnelle ainsi que membre titulaire de la députation permanente.